# Іон Боршевич
Іон Гаврилович Боршевич (1929) — молдовський дипломат. Надзвичайний і Повноважний Посол Молдови в Україні.

## Біографія
Народився 21 березня 1929 року в селі Дунеуець. Закінчив учительський інститут та Кишиневський педагогічний інститут. Кандидат філософських наук.
З 1951 по 1961 — вчитель, директор середньої школи.
З 1961 по 1963 — викладач кафедри філософії та економіки Кишиневського педагогічного інституту. (Кишинев).
З 1963 по 1966 — аспірант Кишиневського та Московського університетів.
З 1966 по 1967 — старший викладач кафедри філософії та економіки Кишиневського педагогічного інституту.
З 1967 по 1975 — ректор педагогічного інституту в м. Белці.
З 1975 по 1991 — ректор Кишиневського педагогічного інституту.
З 1990 по 1991 — Член Президентської ради Молдови.
З 1991 по 1993 — головний державний радник, директор кабінету Президента Республіки Молдова.
З 1993 по 1994 — Надзвичайний і Повноважний Посол Молдови в Києві (Україна).